# Herbita versilinea
Herbita versilinea là một loài bướm đêm trong họ Geometridae.